# Конвой № 8175
Конвой № 8175 — японський конвой часів Другої світової війни, проведення якого відбувалось у листопаді 1943 року.
Вихідним пунктом конвою був Палау на заході Каролінських островів — важливий транспортний хаб, куди, зокрема, ходили з нафтовидобувних районів Індонезії. Пунктом призначення став атол Трук (нині Чуук) у центральній частині Каролінських островів, де до лютого 1944 року була розташована головна база японського ВМФ в Океанії та транспортний хаб, що забезпечував постачання Рабаула (головна передова база в архіпелазі Бісмарка, з якої провадились операції на Соломонових островах та сході Нової Гвінеї) та Східної Мікронезії.
До складу конвою увійшли флотські танкери «Сата» і «Цурумі», а також танкери «Кьоєй-Мару» (Kyoei Maru), «Сейан-Мару» (Seian Maru) та «Шою-Мару» (Shoyu Maru), тоді як охорону забезпечували есмінець «Амацукадзе» та мисливець за підводними човнами CH-33.
Загін вийшов із бази 17 листопада 1943 року. Його шлях пролягав через райони, де традиційно діяли американські субмарини, тому першу частину маршруту додаткову охорону забезпечував допоміжний мисливець за підводними човнами CHa-27, який 20 листопада відокремився та попрямував назад на Палау. При цьому вже за чотири години після виходу ескорт виявив ймовірну присутність субмарини та провів безрезультатну атаку глибинними бомбами. Утім, у підсумку перехід пройшов без інцидентів, і 24 листопада конвой № 8175 успішно прибув на Трук.